# 비디오클럽
비디오클럽(Videoclub)은 프랑스의 일렉트로팝 듀오로, 2018년 프랑스 낭트에서 결성되었다.
2021년에 남녀 듀오가 결별을 선언하면서 그룹도 자연스럽게 해체되었다. 